# Electric Sun
Electric Sun bildades av tyska gitarrvirtuosen Uli Jon Roth 1979 efter att han lämnat bandet Scorpions.
Bandet släppte enbart tre studioalbum, men ändå lyckades de bli ett stort band från 1979 till 1985 då de spelade.
Medlemmar
Originaluppsättningen av bandet var;
- Uli Jon Roth – gitarr, sång
- Ule Ritgen – basgitarr
- Clive Edwards – trummor

Studioalbum
- 1979 – Earthquake (det Jimi Hendrix-inspirerade albumet)
- 1980 – Fire Wind (det riktiga hårdrocksalbumet)
- 1985 – Beyond the Astrial Skies (det klassiska progg- och operainspirerade albumet)

Bandet splittrades 1986 då Uli valde att göra solokarriär.